# Wilhelm Thomas (Politiker, 1948)
Wilhelm „Willi“ Anton Thomas (* 24. September 1948 in Jennersdorf) ist ein österreichischer Politiker (ÖVP) und Fahrlehrer. Er war von 1986 bis 2005 Abgeordneter zum Burgenländischen Landtag und war von 1992 bis 2016 Bürgermeister von Jennersdorf. 

## Leben
Thomas wurde als Sohn des Landwirts Anton Thomas aus Jennersdorf geboren, wo er auch die Volks- und Hauptschule besuchte. Ab 1962 arbeitete er in der elterlichen Landwirtschaft, bevor er 1965 Büroangestellter einer Privatfirma wurde. Er war danach von 1969 bis 1972 als Fahrlehrer einer Fahrschule in Jennersdorf beschäftigt.

## Politik
Thomas arbeitete zwischen Jänner 1973 und Juli 1986 als ÖVP-Bezirksparteisekretär in Jennersdorf.
Thomas begann seine politische Karriere als Bezirksobmann der Jungen Volkspartei (JVP) in Jennersdorf, wobei er dieses Amt zwischen 1970 und 1978 ausübte. Er war zudem zwischen 1977 und 1980 Landesobmann-Stellvertreter der JVP-Burgenland und war von 1975 bis 1990 Ortsobmann des ÖAAB-Jennersdorf. 1977 wurde er in den Gemeinderat von Jennersdorf gewählt, ab 1982 fungierte er als Zweiter Vizebürgermeister und ab 1987 als Erster Vizebürgermeister. Am 18. Oktober 1992 wurde er schließlich zum Bürgermeister der Stadtgemeinde Jennersdorf gewählt. Daneben war er innerparteilich ab November 1985 als ÖVP-Bezirksparteiobmann im Bezirk Jennersdorf aktiv und vertrat die ÖVP zwischen dem 27. Jänner 1986 und dem 24. Oktober 2005 im Burgenländischen Landtag. Im November 2016 gab Wilhelm Thomas bekannt als Bürgermeister zurückzutreten und das Amt des Bürgermeisters an Vizebürgermeister Bernhard Hirczy zu übertragen.